# تیونیل فلوئورید
تیونیل فلوئورید (به انگلیسی: Thionyl fluoride) با فرمول شیمیایی SOF۲ یک ترکیب شیمیایی با شناسه پاب‌کم ۲۴۵۴۸ است. شکل ظاهری این ترکیب، بلورهای سیاه است.